# Confresa
Confresa es un municipio brasileño del estado de Mato Grosso. Se localiza a una latitud 10º38'38" sur y a una longitud 51º34'08" oeste, estando a una altitud de 240 metros.

## Historia
- Fundación: 20 de diciembre de 1993

## Geografía
Su población estimada en 2007 era de aproximadamente 32.986 habitantes, siendo el municipio más poblado de la Microrregión Norte del Araguaia. Posee un área de 5.819,73 km², el que resulta en una densidad demográfica de 5,67 hab./km². De acuerdo con los estudios demográficos hechos por la UFMT - Universidad Federal del Mato Grosso, el municipio posee una de las mayores tasas de crecimiento urbano del estado, cerca del 4,7% al año. 

### Relieve
La región está formada por grandes mesetas suaves con pendientes que varían de cero a cerca del 2% y en algunas áreas resalta el relieve ondulado. Entre las sierras se forman grandes valles verdes con inmensas extensiones de tierras planas propicias para plantación de grano y pastizales.

### Clima
Presenta precipitaciones superiores a los 1.800 mm anuales. La temperatura media es de 27 °C, siendo la máxima de 35 °C y la mínima de 19 °C.

### Vegetación
Está en un área de transición entre el Cerrado y los bosques de la región Amazónica. Esta en una de las áreas más devastadas del estado, debido a la expansión de la frontera agrícola y también por causa del aumento de las pastizales, ya que el estado de Mato Grosso posee el 2° mayor rebaño bovino del país.

### Aeropuerto
Atiende las demandas de la población principalmente en el ámbito de la salud en casos de urgencias. Fue construido el 14 de septiembre de 1999 y entró en operación para el servicio público desde el 23 de mayo de 2005. Posee una pista de tierra firme de 1.120 metros y es utilizada por aeronaves de pequeño tamaño. El aeropuerto tiene vuelos regulares con Brasilia, Goiânia, Gurupi, Minaçu, Sao Félix del Araguaia y Cuiabá a través de las siete rutas regulares y charter que posee.

### Carreteras
- MT-430
- Mt-432
- BR-158

## Educación
El municipio albergará un campus del IFMT (Instituto Federal de Educación, Ciencia y Tecnología de Mato Grosso), el cual ofrecerá dos cursos técnicos de nivel medio (Técnico en Alimentos y Técnico en Agropecuaria) y tres de nivel superior (Agronomía, Licenciatura en Química y Licenciatura en Ciencias Agrárias).

## Economía
Posee un importante peso comercial en el sector de servicios con la capital Goiânia, ya que la mayoría de la población viaja a la capital goiana, por estar más próxima que Cuiabá. El municipio tiene una economía basada en la agricultura, en la cual, se encuentra una central de Etanol denominada GAMELEIRA, ganadería y comercio. Está dividida por la BR 158 que une la región Sur/Sudeste pasando por Jataí, Barra do Garças, Água Boa, Ribeirão Cascalheira y siguiendo hacia el norte, llega hasta Marabá.